# Bambusa amahussana
Bambusa amahussana är en gräsart som beskrevs av John Lindley. Bambusa amahussana ingår i släktet Bambusa och familjen gräs. Inga underarter finns listade i Catalogue of Life.